# 12,7×99 мм НАТО

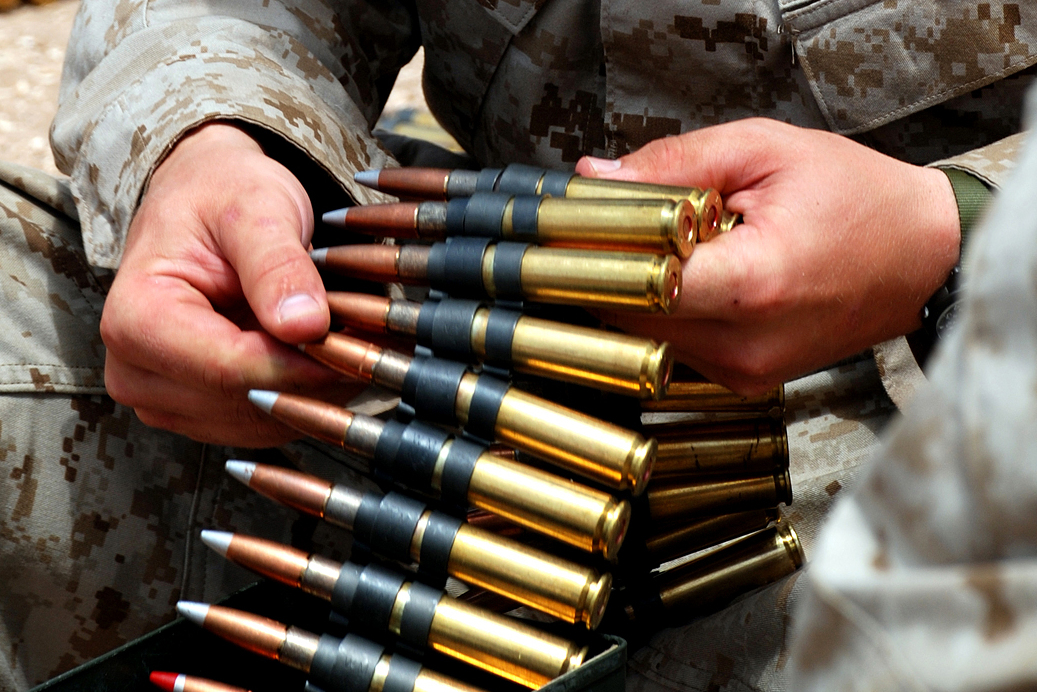
Стрічка набоїв 12,7×99 мм НАТО (.50 BMG).

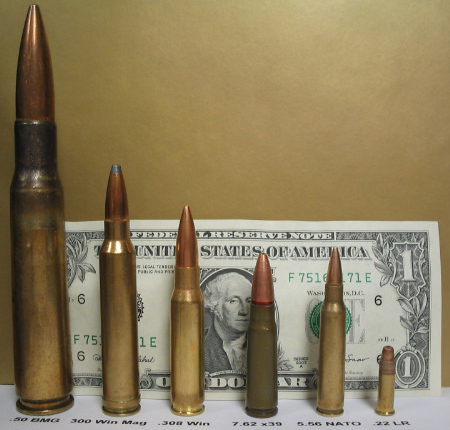
Ліворуч: 12,7×99 мм НАТО (.50 BMG), 300 Win Mag, .308 Winchester, 7,62×39 мм, 5,56×45 мм, .22LR

12,7×99mm NATO чи .50 BMG (абр. від Browning Machine Gun) — набій калібру 12,7 мм, розроблений для кулемета M2 Browning наприкінці 1910-х років. Офіційно прийнятий на озброєння 1921 року. По суті є збільшеним варіантом гвинтівкового набою .30-06. Після Другої світової війни набій був стандартизований у НАТО (STANAG 4383) і випускається різними країнами-учасницями НАТО за єдиними технічними умовами.
Варіанти: зі звичайною кулею, трасувальний, бронебійний, запалювальний, підкаліберний. Для живлення кулемета патрони заряджають у металеву стрічку.